# Saab 37 Viggen
Saab 37 Viggen ((svensk): tordenkilen eller troldanden pga. canardvingerne) var et svenskbygget kampfly, der blev fremstillet i 329 eksemplarer mellem 1971 og 1990 af Saab-Scania AB. Viggens thrust reverser gjorde at den kun skulle bruge 500 m landingsbane (eller landevej). De forreste canardvinger gjorde Viggen yderst manøvredygtig og canardvingerne er også anvendt af efterfølgeren JAS 39 Gripen.
Viggen er blevet udfaset til fordel for JAS 39 Gripen og den fløj sin sidste mission for Flygvapnet den 25. november 2005.
Selvom Viggen blev udbudt til salg i hele verden og blev betragtet som et rigtigt godt jagerfly blev den aldrig eksporteret. Nogle årsager til Saab's manglende held til at sælge den ellers meget konkurrencedygtige jager kunne være den svenske regerings relativt stramme kontrol med våbeneksport til udemokratiske lande. Potentielle kunder kunne frygte ikke at kunne få support og reservedele i tilfælde af en konflikt som Sverige var imod.
En mere nøgtern grund var at USA havde overført teknologi til den svenske flyindustri. Selv om Sverige var neutral, ønskede USA at et stærkt Sverige kunne genere Warszawapagtens nordflanke i tilfælde af en konventionel 3. Verdenskrig. I 1978 ønskede Sverige at eksportere 170 Viggen til Indien, men USA's udenrigsminister Cyrus Vance blokerede for salget. Da Viggen indeholdt amerikansk teknologi, især Pratt & Whitney JT8D-motoren, havde USA vetoret.
To Viggen blev bevaret efter deres sidste mission og overført til civilt register.
- AJS 37 Viggen (s/n 37098) SE-DXN ”F 7-52”.
- Sk 37 Viggen (s/n 37809) SE-DXO ”F 15-61”.

Ejer er Saab og operatør Swedish Air Force Historic Flight (sv).

## Udstyr
- Volvo Flygmotor RM8A turbofanmotor (licensfremstillet Pratt & Whitney JT8D fra Boeing 727).
- L.M. Ericsson UAP-1023 dopplerradar.
- Saab-Scania katapultsæde.
- Tre våbenstationer under kroppen og to under hver vinge.
- Rb 04 radiostyret sømålsmissil.
- Rb 24 (AIM-9B/J Sidewinder), infrarødt luft til luft-missil.
- Rb 28 (AIM-4 Falcon) kortrækkende luft til luft-missil.
- RB 71 (British Aerospace Sky Flash), radarstyret luft til luft-missil.
- RB 75 (AGM-65 Maverick), tv-styret taktisk missil.
- 4×6 Bofors 135 mm ustyrede raketter.
- eksterne Aden 30 mm maskinkanoner i kapsler.
- bugtank med 1.200 kg brændstof.
- 4×120 kg flybomber.

## Versioner
- AJ 37 (Attack-Jakt) var en jagerbomber med sekundær jagerkapacitet. Afløste A 32A Lansen, 108 fremstillet.
- JA 37 Jakt Viggen (Jakt-Attack) var et jagerfly med sekundær jagerbomberkapacitet. Afløste J 35 Draken, 149 fremstillet.
  - JA 37 havde en kraftigere Volvo Flygmotor RM8B turbofanmotor, dens forbedrede pulsdoppler look-down/shoot-down PS-47 radar kunne styre Rb 71-missiler og den havde en indbygget 30 mm Oerlikon maskinkanon.
- SF 37 (Spaning Foto) var et fotorekognosceringsfly der afløste S 35E Draken, 28 fremstillet.
  - SF 37 havde ingen radar, for i næsen havde den fire skrå kameraer til 180° dækning i lav højde, to lodrette kameraer til stor højde og et infrarødt kamera til om natten.
- SH 37 (Spaning Havsövervakning) var et maritimt rekognosceringsfly der afløste S 32C Lansen, 27 fremstillet.
  - SH 37 havde et kamera til optagelse af radarskærmen, ESM-udstyr med databåndoptager og SH 37 kunne medbringe en Red Baron natrekognosceringskapsel på styrbord konsol.
- SK 37 (Skolning) var et tosædet omskolingsfly der afløste Sk 35C Draken, 17 fremstillet.
  - SK 37 havde et ekstra cockpit i stedet for forward fuselage tank, periskoper til bagsædet og en højere halefinne. SK 37 havde en attrapradar da pladsen ikke tillod radarelektronikken.

### Opgraderinger
- AJS 37 (Attack-Jakt-Spaning) 115 AJ-, SF- og SH-modeller fik opgraderet avionic'en og blev benævnt henholdsvis AJS, AJSF og AJSH. Indførslen af Rb 74 (Sidewinder AIM-9L) og kapsler med fotoudstyr gjorde dem alsidige.
- JA 37D fik meget af det udstyr der var blevet udviklet til JAS 39 Gripen og kunne affyre RB 99 (AIM-120 AMRAAM) aktive radarsøgende luft til luft-missiler.
- SK 37E (Elektronisk krigföring) 10 stk. blev ombygget til elektronisk krigsførelse og var de sidste Viggen der fløj – de blev brugt af Saab til at afprøve JAS 39 Gripen indtil juni 2007.